# نیکلاس پالوا
نیکلاس پالوا (انگلیسی: Nicolas Pallois؛ زادهٔ ۱۹ سپتامبر ۱۹۸۷) بازیکن فوتبال اهل فرانسه است.
از باشگاه‌هایی که در آن بازی کرده‌است می‌توان به باشگاه فوتبال والنسین، باشگاه فوتبال بوردو، و باشگاه فوتبال کان اشاره کرد.